# テオドロ・フォンセカ
テオドロ・フォンセカ（Theodoro Fonseca）は、ブラジル人のスポーツエージェントである。日本ではコンスタンティン・テオドール、およびテオの名で知られている。ギリシャ系ブラジル人。実子は元サッカー選手のテオ・リュウキで、現在は中島翔哉の代理人を務める。

## 経歴
ジュアン・フィゲルの設立したMJFパブリシデード・エ・プロモコエスに所属し、当時東京ヴェルディ1969に所属していたフッキのFCポルトへの移籍や、エメルソン、レナチーニョ、ロブソン・ポンテなどJリーグとブラジル人プレーヤーに関わる案件を数多く手掛けている。
2013年にポルトガルのスポーツクラブであるポルティモネンセがプロサッカー部門を株式会社化した際、クラブの株式の過半数を取得して筆頭株主となっており、同チームに関わる移籍案件にも携わっている。

## 手法
選手移籍の際、ブラジルから海外に直接移籍させると移籍金に関税がかかるため、移籍金に関する収入が非課税になっているウルグアイのCAレンティスタスを介し移籍させることで移籍金を発生させ、利益を得ている。レンティスタスはテオとフィゲルの所有するクラブで、上述のフッキやレナチーニョの移籍もこの手法が採られている。

## 主なクライアント
- 亀倉龍希
- ジュニーニョ
- ディエゴ・ソウザ
- ネネ
- フッキ(現アトレチコ・ミネイロ)
- フランサ
- ロブソン・ポンテ
- マギヌン
- マルシオ・リシャルデス
- レアンドロ
- レナチーニョ
- 金崎夢生(現ヴェルスパ大分)
- マウリシオ(現アル・バーティン)

## 参照
1. 1 2  沢田啓明 (2022年5月19日). “「Jリーグ史に残るブラジル人と敏腕代理人＋中島翔哉ら日本人」が“ポルトガルの2部常連”を変革した真相とは〈ポルティモネンセ史〉”.  Sports Graphic Number. 2025年1月25日閲覧。
2. ↑  “Theodoro Fonseca quer ser campeão da 2ª. liga (Record Online)”. (2017年5月5日) 2017年9月2日閲覧。